# Padellone

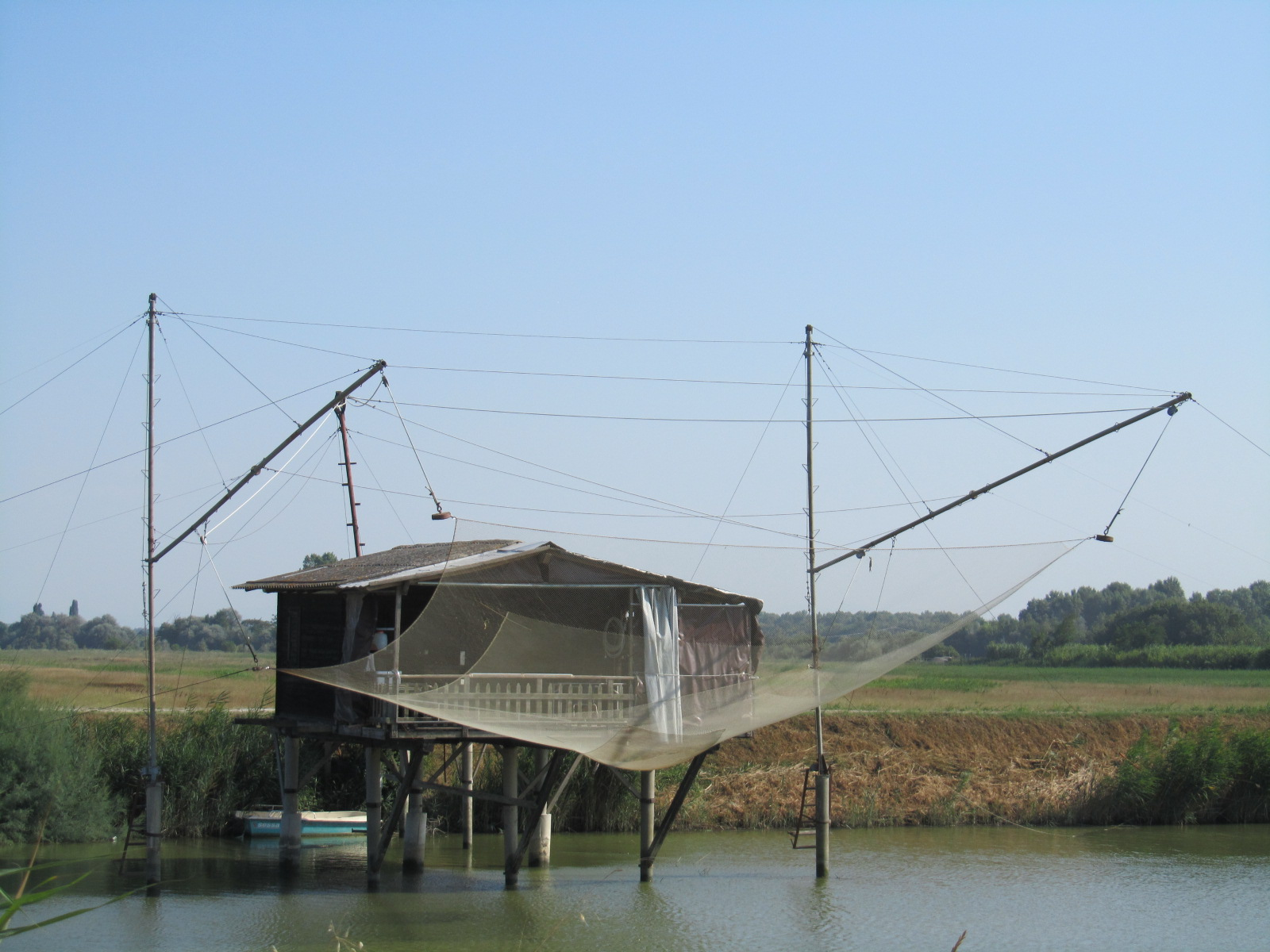
in Pineta di Classe, Parco regionale del Delta del Po (Emilia-Romagna)

Il padellone, anche detto "bilancione", è un tipico capanno da pesca con rete a bilancia utilizzato dei pescatori presso le basi o le zone di cattura fluviali, vallive, lagunari o costiere dell'Emilia-Romagna. 
La tecnica di pesca utilizzata è quella cosiddetta a "bilancia" oppure quella con il "bilancione", ossia con grande rete quadra immersa nell'acqua e sollevata periodicamente per raccogliere il pesce pescato.

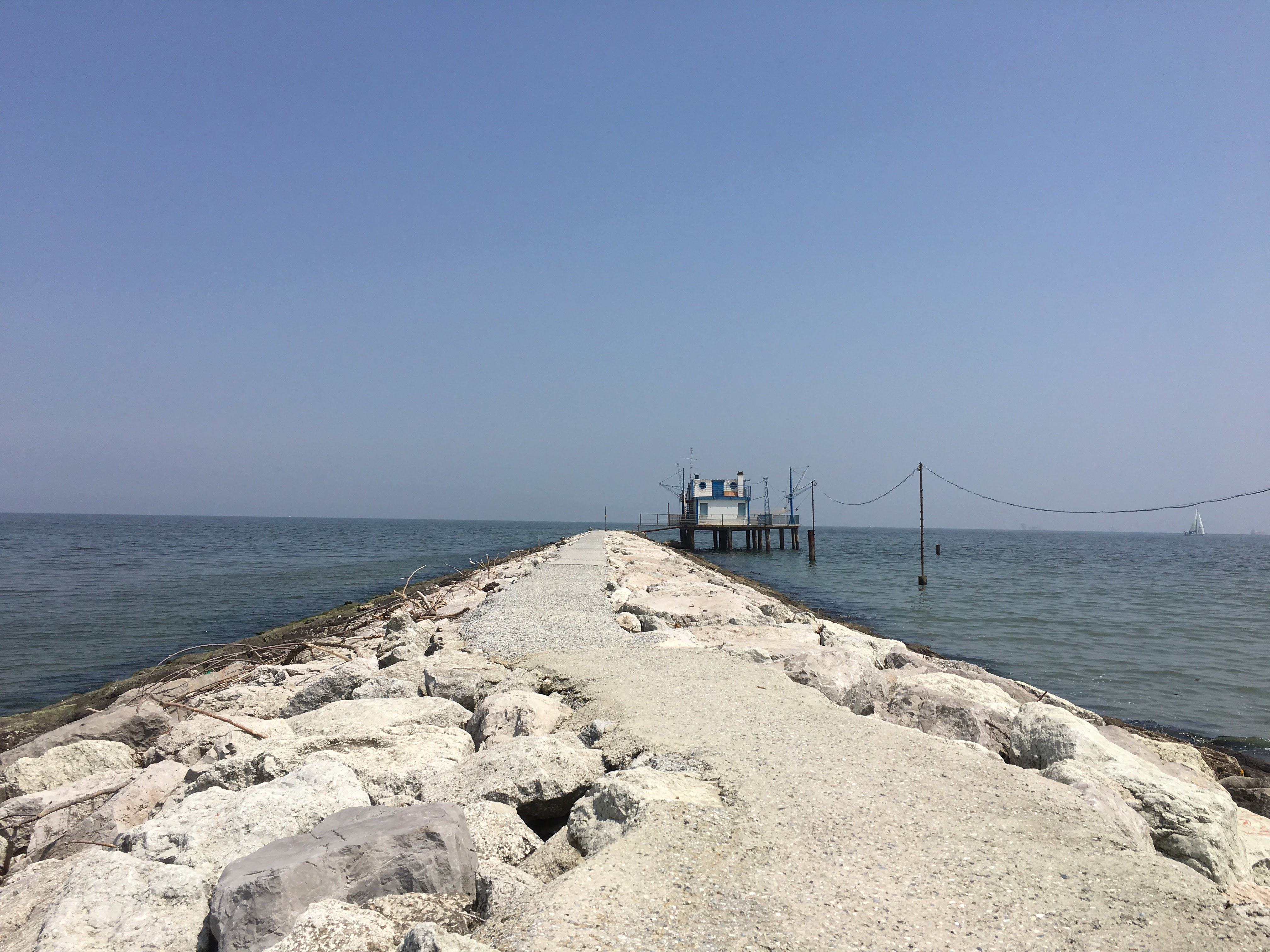
Padellone costruito su palafitte lungo un molo alla Foce del fiume Lamone